# Iglesia del icono de la Madre de Dios «Alivia mi sufrimiento»
La iglesia del icono de la Madre de Dios «Alivia mi sufrimiento» (en ruso: Храм в честь иконы Божией Матери „Утоли моя печали“) es una iglesia ortodoxa rusa en la ciudad de Sarátov en Rusia. La iglesia fue construida entre 1904 y 1906 en el centro de la ciudad, cerca de la casa del obispo de Sarátov y Volsk. 

## Historia

### De la consagración a la devolución a la iglesia
La iglesia del icono de la Madre de Dios «Alivia mi sufrimiento» fue un encargo del entonces obispo Hermógenes. La construcción de la iglesia, diseñada por Piotr Mitrofanovitch Sibin, comenzó en 1903 o 1904. Se completó en solo dos años, en 1906.
El 28 de enero de 1930, la iglesia fue cerrada por decisión de la administración regional soviética. Sin embargo, quedó —al contrario de la mayoría de las otras iglesias de Rusia— conservada casi en su forma original. El 23 de mayo de 1948 se inauguró el planetario de la ciudad en el edificio de la iglesia.
En la década de 1960, a instancias del Partido Comunista de la Unión Soviética, se retiraron las cruces de todas las iglesias y capillas de Sarátov. El obispo Pimen finalmente se acercó al ayuntamiento de Sarátov en 1965 para renovar la iglesia a expensas de la diócesis. Sin embargo, fue rechazado porque se había decidido renovar el planetario. También se colocaron cruces en las cúpulas nuevamente. 

### Desde la década de 1990
En 1990 fue devuelta a la iglesia ortodoxa rusa. En el mismo año, se construyó una pequeña capilla al lado, que está dedicada a san Sergio de Rádonezh.
En 2004 se inició la renovación de la iglesia, especialmente del interior. Después de que se encontrase un iconostasio al estilo ruso antiguo, se colocó en el interior en lugar del atril. Se instaló un altar lateral de 2005 a 2006. Además, se reconstruyó el techo abovedado y se instaló una nueva pila bautismal. 

## Arquitectura

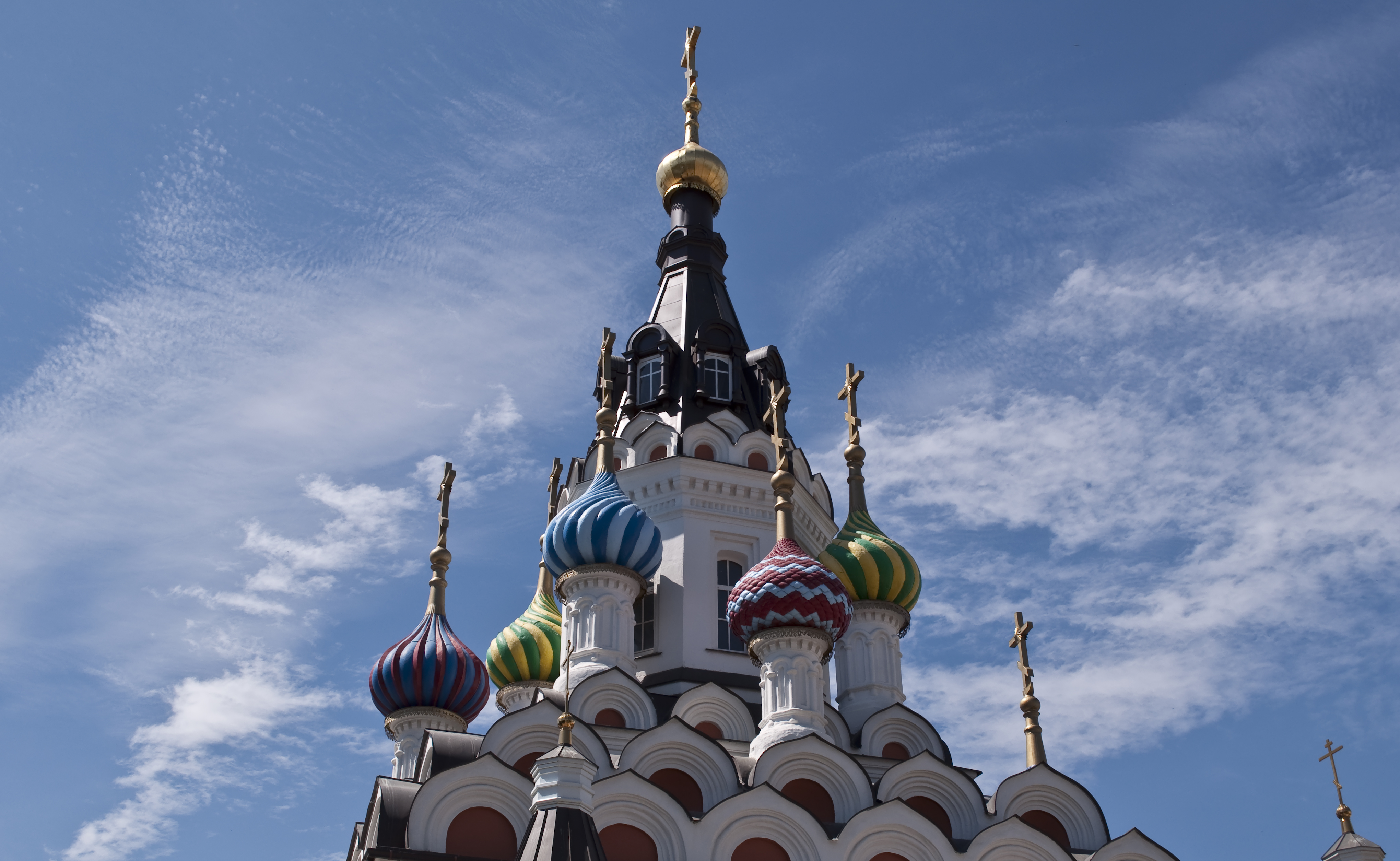
Las cúpulas de la iglesia

Fue diseñado por Piotr Mitrofanovich Sibin basado en la Catedral de San Basilio de Moscú. La catedral tiene ocho pequeñas cúpulas, cada una de las cuales es diferente en apariencia y color a las demás. Están dispuestos simétricamente alrededor de la torre.